# 北都観光バス
北都観光バス株式会社（ほくとかんこうバス）は、かつて福岡県北九州市小倉南区に本社を置いていたバス事業者である。北九州市の国際興業グループ傘下企業であった。
貸切バス事業のほか、小倉南区内で路線バスを運行していた。福岡県貸切バス協会・福岡県観光バス事業協同組合加盟。社団法人日本バス協会の会員にはなっていなかった。

## 沿革
- 1979年 - 設立。
- 1993年3月 - 国際興業グループの系列に入る[1]。
- 2003年4月1日 - 北九州市「おでかけ交通」の合馬・道原地区「ひまわり号」運行開始。路線バス事業に進出。
- 2020年12月31日 - 事業を停止し、同日の臨時株主総会にて解散を決議。(2021年1月5日発行　官報 号外 第2号 55頁にて公告)

## 路線バス
- 北九州市の「おでかけ交通」のうち、合馬・道原地区の運行を担当していた。